# Jürgen Roelandts
Pour les articles homonymes, voir Roelandts.

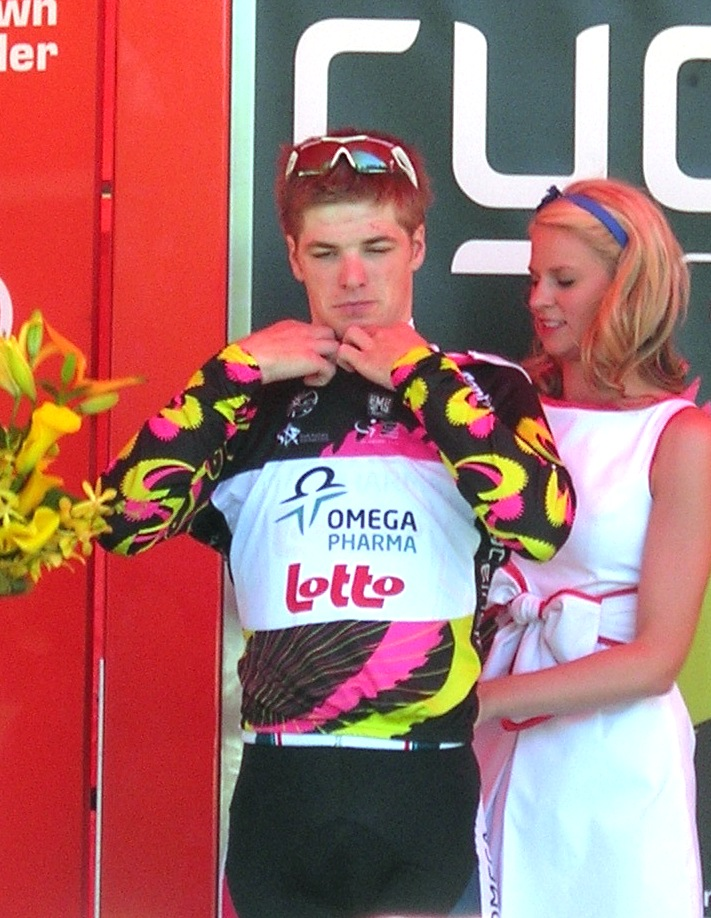
Jürgen Roelandts, meilleur jeune du Tour Down Under 2010.

Jürgen Roelandts, né le 2 juillet 1985 à Asse (dans la province du Brabant flamand, en Belgique), est un coureur cycliste puis directeur sportif belge. Professionnel de 2008 à 2020, il a notamment remporté le titre de champion de Belgique sur route durant sa première saison professionnelle. Il compte huit victoires et plusieurs places d'honneur sur les classiques, dont des troisièmes places sur le Tour des Flandres 2013 et Milan-San Remo 2016.

## Biographie

### Enfance et jeunesse
Jürgen Roelandts naît le 2 juillet 1985 à Asse. C’est à six ans qu’il désire devenir sportif : cycliste ou footballeur. Lorsqu’il a douze ans, il joue successivement à Liedekerke et à l’Eendracht Alost. À quinze ans, il décide d’opter pour le cyclisme dans la continuité des mœurs de sa famille ; son grand-père maternel et son père avaient également couru.

### Carrière junior
Jürgen Roelandts commence sa carrière junior en 2001 au sein de la formation Mez Team Belgium avec laquelle il devient champion de Belgique juniors du contre-la-montre à Torhout, remporte le Tour d’Anvers et le Circuit du Meetjesland.
En 2002, Roelandts est champion de Belgique sur route juniors, deuxième du Circuit des Ardennes flamandes juniors et est sélectionné pour les championnats du monde junior. En fin d'année, il rejoint l’équipe Sweet Paradise-Quick Step.
Roelandts s’impose sept fois en 2003. Notamment lors du Münsterland Giro juniors où il remporte deux étapes. Il enlève également une étape de Liège-La Gleize et du Tour de l'Abitibi, épreuves appartenant à la Coupe du monde UCI Juniors,.

### Carrière espoir
En 2004, Jürgen Roelandts fait des études de bachelier en éducation physique à la VUB et se voit contraint à cesser de courir pendant l'été. Il commence sa carrière espoir dans l’effectif de Jong Vlaanderen 2016 qu’il intègre en s'adjugeant le titre de champion du Brabant flamand et une étape du Tour de la province de Namur.
Jong Vlaanderen 2016 devient Bodysol-Win For Life-Jong Vlaanderen en 2005 et est invitée sur le Tour de Belgique où Roelandts termine quatrième de la cinquième étape, sa première place d'honneur sur une course professionnelle. Il termine également huitième du Prix national de clôture et son unique succès est le Gooikse Pijl.
Roelandts signe en 2006 quarante-deux top dix et gagne une étape du Tour de Normandie, du Loir-et-Cher, de la province de Namur et un nouveau championnat du Brabant flamand. En fin de saison, il signe un pré-contrat avec Davitamon-Lotto pour 2008.
Bodysol-Win For Life-Jong Vlaanderen devient Davitamon-Win For Life-Jong Vlaanderen en 2007. Roelandts remporte Paris-Tours espoirs et obtient son diplôme universitaire fin juin.

### Carrière professionnelle
Jürgen Roelandts passe professionnel en 2008 avec Silence-Lotto. Fin janvier, il se classe cinquième de la deuxième étape du Tour du Qatar et du classement final que remporte Tom Boonen. En février, Roelandts échoue à la seconde place de la troisième étape du Tour de l’Algarve derrière Robert Förster. Durant le mois de mars, Roelandts se fait battre par Wouter Weylandt lors de la Nokere Koerse,. Il est cependant « ménagé » pour le Tour des Flandres par son manager sportif Marc Sergeant en avril, mais participe à Paris-Roubaix en remplacement de Gorik Gardeyn, malade,. Roelandts se distingue entre la fin de mai et le début de juin en terminant huitième de la première étape du Tour de Belgique, cinquième de la seconde et deuxième de la cinquième et dernière,. Après un Tour de Suisse jugé bon mais sans victoire.
Il commence la saison 2010 en prenant la huitième place du Tour Down Under. Il obtient de nombreuses places d'honneur, terminant notamment sixième de Gand-Wevelgem et troisième du Mémorial Rik Van Steenbergen, mais ne remporte aucune victoire. L'année suivante, il échoue à une minute de Fabian Cancellara sur le Grand Prix E3 et termine cinquième du championnat du monde remporté par Mark Cavendish. 
En 2012, Roelandts commence sa saison au Tour Down Under, où il chute dès la première étape et se fracture une vertèbre cervicale. Ayant initialement prévu de faire son retour sur Tirreno-Adriatico, sa reprise est retardée en raison de vertiges dus à un manque de vascularisation du cervelet survenu lors de sa chute. De retour à la compétition, il remporte en juin une étape du Tour de Luxembourg et se classe troisième du Ster ZLM Toer. En juillet, il dispute le Tour de France, en tant qu'équipier d'André Greipel, qui gagne trois étapes. Aux Jeux olympiques de Londres, Roelandts forme avec Tom Boonen, Philippe Gilbert, Greg Van Avermaet et Stijn Vandenbergh l'équipe de Belgique lors de la course en ligne. Il la termine à la septième place. En fin d'été, il se classe cinquième du Grand Prix de Plouay et septième du Grand Prix de Montréal. Aux championnats du monde, dans le Limbourg néerlandais, il prend la 17e place du nouveau contre-la-montre par équipes avec Lotto-Belisol. Il dispute ensuite la course en ligne avec un rôle d'équipier pour Tom Boonen et Philippe Gilbert. Ce dernier remporte le titre en attaquant seul dans la dernière ascension du Cauberg. Roelandts termine à la 35e place. Il remporte l'Eurométropole Tour grâce à son succès dans la première étape. Il s'annonce alors comme prétendant au podium de Paris-Tours mais ne peut y participer en raison d'une fracture de la clavicule droite survenue lors de Binche-Tournai-Binche, fracture qui clôture sa saison.
À la fin de la saison 2014, le contrat qui le lie à son employeur est prolongé pour l'année suivante.
En 2015, Roelandts est remplaçant pour la course en ligne des championnats du monde de Richmond. Les chefs de file belges sont Tom Boonen, Philippe Gilbert et Greg Van Avermaet.
Au mois d'août 2017, la presse spécialisée annonce que le coureur belge quitte la formation Lotto-Soudal et s'engage pour 2018 avec l'équipe BMC Racing. En 2019 et 2020, il court ses deux dernières saisons chez Movistar et décide de prendre sa retraite de coureur.

### Directeur sportif
En novembre 2022, Movistar annonce son recrutement en tant que directeur sportif.

## Palmarès et résultats

### Palmarès amateur
| - 2001 - Champion de Belgique du contre-la-montre débutants - 2002 - Champion de Belgique sur route juniors - 3e du championnat de Belgique du contre-la-montre juniors - 2003 - 1re et 2e (contre-la-montre par équipes) étapes de Liège-La Gleize - 7e étape du Tour de l'Abitibi - 2e de Liège-La Gleize - 2e du Circuit Mandel-Lys-Escaut juniors - 3e du championnat de Belgique du contre-la-montre juniors - 2004 - 6e étape du Tour de Namur - 3e du Circuit du Houtland | - 2005 - Gooikse Pijl - 3e du Duo normand (avec Dominique Cornu) - 2006 - Champion du Brabant flamand sur route espoirs - 2e étape du Tour de Normandie - 2e étape du Tour du Loir-et-Cher - 3e étape du Tour de Namur - 3e du Circuit de Wallonie - 2007 - 3e étape du Tour du Brabant flamand (contre-la-montre) - Paris-Tours espoirs - 2e du Tour du Brabant flamand - 3e du championnat de Belgique de poursuite par équipes |  |

### Palmarès professionnel
| - 2008 - Champion de Belgique sur route - 5e étape du Tour de Pologne - 3e étape du Circuit franco-belge - 2e de la Nokere Koerse - 3e du Mémorial Rik Van Steenbergen - 3e du Circuit franco-belge - 9e de l'Eneco Tour - 2009 - 3e du Tour de Rijke - 2010 - 3e du Mémorial Rik Van Steenbergen - 6e de Gand-Wevelgem - 8e du Tour Down Under - 10e de l'Eneco Tour - 2011 - 2e du Grand Prix E3 - 3e du Stadsprijs Geraardsbergen - 4e du Grand Prix cycliste de Montréal - 5e du championnat du monde sur route - 6e de la Vattenfall Cyclassics - 2012 - 4e étape du Tour de Luxembourg - Eurométropole Tour : - Classement général - 1re étape - 3e du Ster ZLM Toer - 5e du Grand Prix de Plouay - 7e de la course en ligne des Jeux olympiques - 7e du Grand Prix cycliste de Montréal | - 2013 - 5e étape du Tour méditerranéen - 3e du Tour des Flandres - 4e du Grand Prix de Plouay - 2014 - 3e du Tour du Qatar - 10e de Gand-Wevelgem - 10e du Grand Prix de Plouay - 2015 - Grand Prix Jean-Pierre Monseré - 2e du championnat de Belgique sur route - 3e de l'Eurométropole Tour - 5e du Grand Prix Ouest-France de Plouay - 7e du Grand Prix E3 - 7e de Gand-Wevelgem - 8e du Tour des Flandres - 2016 - 3e de Milan-San Remo - 3e de Binche-Chimay-Binche - 7e de Gand-Wevelgem - 2018 - 3e et 5e étapes du Tour de la Communauté valencienne - Gullegem Koerse - 5e de Milan-San Remo |  |

### Résultats sur les grands tours

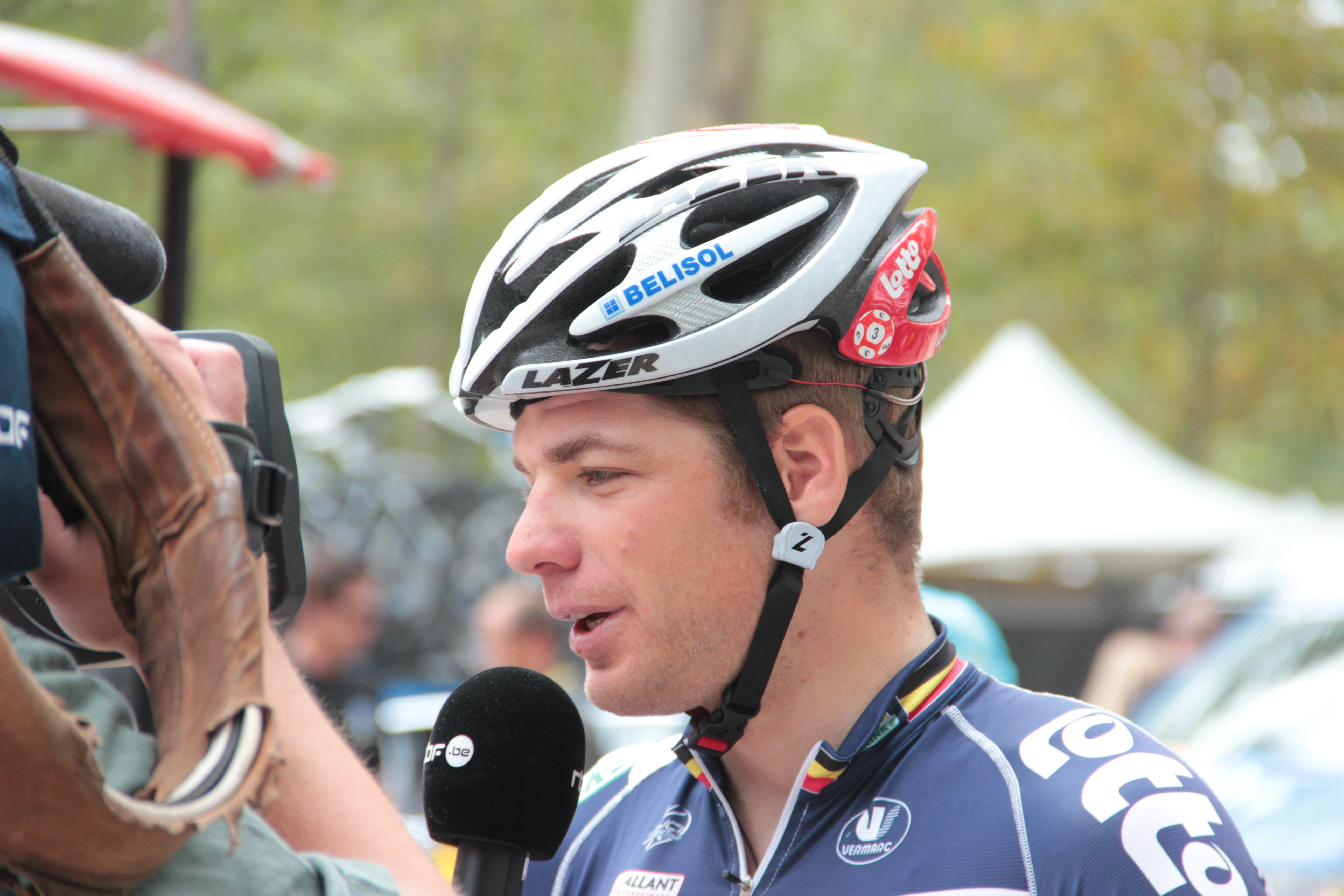
Jürgen Roelandts lors du Tour de France 2012.

#### Tour de France
7 participations
- 2010 : 120e
- 2011 : 85e
- 2012 : 104e
- 2013 : 160e
- 2014 : 111e
- 2016 : 126e
- 2017 : 136e

#### Tour d'Espagne
1 participation
- 2009 : 119e

#### Tour d'Italie
2 participations
- 2016 : non-partant (13e étape)
- 2018 : 124e

### Classements mondiaux
| Année                  | 2005 | 2006 | 2007 | 2008 | 2009 | 2010 | 2011 | 2012 | 2013 | 2014 | 2015 | 2016 | 2017 |
| ---------------------- | ---- | ---- | ---- | ---- | ---- | ---- | ---- | ---- | ---- | ---- | ---- | ---- | ---- |
| Classement ProTour     |      |      |      | 82e  |      |      |      |      |      |      |      |      |      |
| Calendrier mondial UCI |      |      |      |      | 166e | 81e  |      |      |      |      |      |      |      |
| UCI World Tour         |      |      |      |      |      |      | 72e  | 79e  | 51e  | 146e | 52e  | 57e  | 242e |
| UCI Europe Tour        | 519e | 206e | 161e |      |      |      |      |      |      |      |      | 294e | 198e |